# Hodosîha, Șîșakî
Hodosîha (în ucraineană Ходосиха) este un sat în așezarea urbană Șîșakî din regiunea Poltava, Ucraina.

## Demografie
Componența lingvistică a localității Hodosîha
     Ucraineană (95,83%)
     Belarusă (4,17%)
Conform recensământului din 2001, majoritatea populației localității Hodosîha era vorbitoare de ucraineană (95,83%), existând în minoritate și vorbitori de belarusă (4,17%).